# Heliconius hecale
Heliconius hecale (synoniem: Philaethria hecale) is een soort vlinder, die voorkomt van Mexico tot Peru. De vlinder komt zowel voor in open weilanden als in tropische regenwouden.

## Ontwikkeling
De vrouwtjes leggen hun eieren op de passiebloemsoorten Passiflora auriculata, Passiflora oerstedii, Passiflora platyloba en Passiflora vitifolia, de waardplanten voor de rupsen. De eieren doen er drie tot negen dagen over om uit te komen. Het larvale stadium duurt twee tot drie weken, waarin de rupsen vier keer vervellen. Daarna verpoppen de rupsen. Binnen acht tot twaalf dagen ontpoppen de volwassen vlinders.

## Leefwijze
De vlinders voeden zich met nectar van planten uit de geslachten Lantana, Psiguria en Gurania.

## Synoniemen
- Papilio urania Statius Müller, 1774[1]

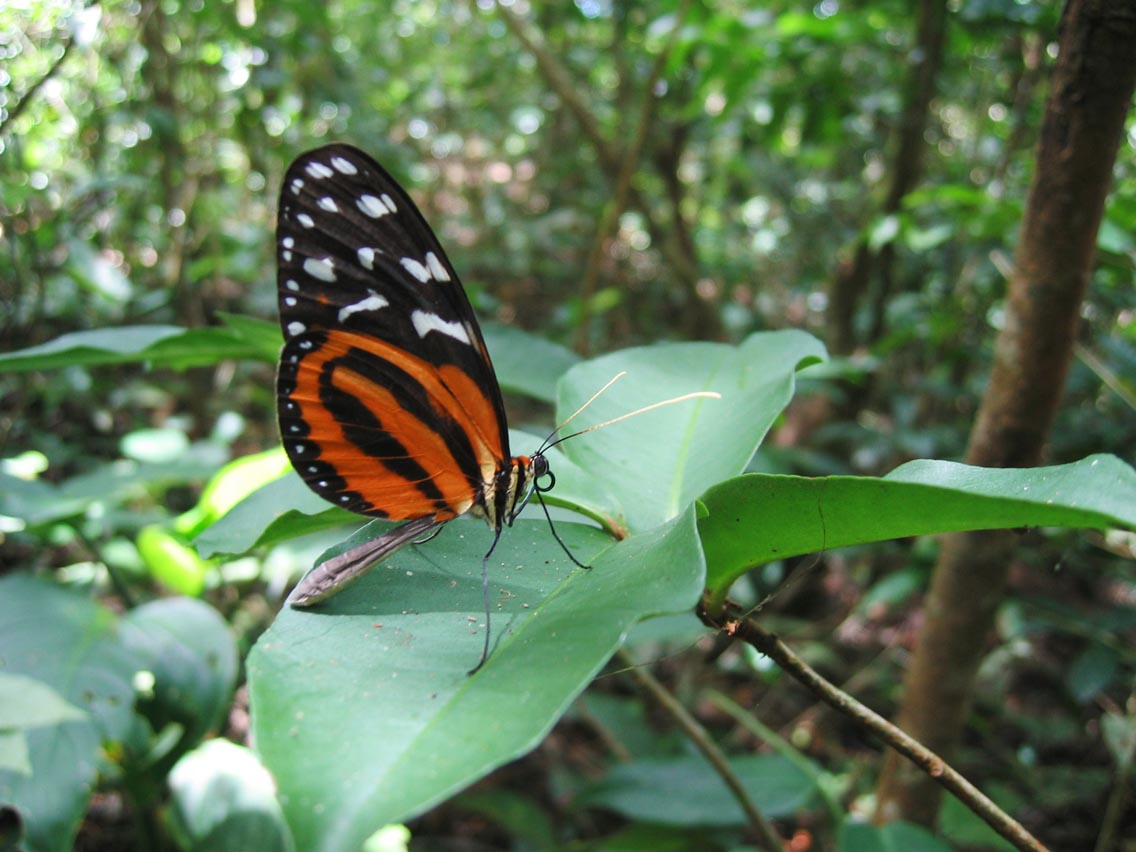
Heliconius hecale in Panama.